# Constellation Energy
Constellation Energy ist ein US-amerikanisches Unternehmen mit Firmensitz in Baltimore, Maryland. Das Unternehmen ist im Aktienindex S&P 500 und NASDAQ-100 gelistet.
Das Unternehmen wurde 1816 als Gas Light Company of Baltimore gegründet. Constellation Energy betreibt 35 Kraftwerke in 11 US-amerikanischen Bundesstaaten (vorwiegend in Maryland, Pennsylvania, New York und Kalifornien). Unter anderem ist es Eigentümer des Kernkraftwerkes Calvert Cliffs.
Im April 2011 wurde Constellation Energy durch das US-amerikanische Unternehmen Exelon übernommen.
2022 wurde Constellation von Exelon wieder abgespalten, die ehemalige Tochter Baltimore Gas & Electric blieb aber bei Exelon.

## Kraftwerke

### Elektrischer Strom
Constellation liefert Strom an gewerbliche und industrielle Kunden. Die Stromversorgungssparte von Constellation verwaltet den Verkauf, den Versand und die Lieferung von Energie aus dem Stromerzeugungsportfolio von Exelon an Versorgungsunternehmen, kommunale Genossenschaften und Energieeinzelhändler im ganzen Land. Im Jahr 2018 verfügte Constellation über rund 360 Megawatt an Solaranlagen, die in den Vereinigten Staaten entweder in Betrieb oder im Bau sind, darunter Maryland, Kalifornien, Arizona, New Jersey und Texas. Im Jahr 2011 wurde Constellation mit dem Bau und Betrieb der damals größten Aufdach-Solaranlage beauftragt, die jemals für das Toys-R-Us-Vertriebszentrum in Flanders errichtet wurde.
Der Offsite Renewables Service (CORe) des Unternehmens bietet Zugang zu Offsite-Projekten für erneuerbare Energien über einen Stromvertrag für den Einzelhandel. CORe kombiniert standortspezifische Käufe von erneuerbaren Energien und Zertifikaten mit einem physischen, lastabhängigen Energieliefervertrag.

### Erdgas
Constellation liefert jährlich etwa 730 Milliarden Kubikfuß (21 Milliarden Kubikmeter) Erdgas an seine Kunden und gehört damit zu den zehn größten Erdgasvermarktern in den Vereinigten Staaten. Das Unternehmen ist für den Handel, den Transport und die Lagerung von physischem Gas, die Preisgestaltung, das Hedging und das Risikomanagement zuständig.

### Constellation Technology Ventures
Constellation Technology Ventures (CTV), der Risikokapitalfonds von Constellation, investiert in Start-up-Unternehmen mit neuen Energietechnologien. Zu ihrem Portfolio gehören Proterra, Chargepoint und Aquion Energy.

### Kernenergie
Constellation ist mit über 19.000 Megawatt der führende Kernkraftwerksbetreiber der Vereinigten Staaten.
- Kernkraftwerk Braidwood (Illinois)
- Kernkraftwerk Byron (Illinois)
- Calvert Cliffs Kernkraftwerk (Maryland)
- Kernkraftwerk Clinton (Illinois)
- Kraftwerk Dresden (Illinois)
- Kernkraftwerk Ginna (New York)
- James A. FitzPatrick Kernkraftwerk (New York)
- LaSalle County Kernkraftwerk (Illinois)
- Kernkraftwerk Limerick (Pennsylvania)
- Kernkraftwerk Nine Mile Point (New York)
- Atomkraftwerk Peach Bottom (Pennsylvania)
- Kernkraftwerk Quad Cities (Illinois)
- Kernkraftwerk Salem (New Jersey) (Minderheitseigentümer)
- Kernkraftwerk Three Mile Island (Pennsylvania) (Block 2 im Besitz von EnergySolutions)
- South Texas Nuclear Generating Station (Texas) (Minderheitseigentümer)[7]

### Fossil
Constellation besitzt und betreibt ein Portfolio fossiler Brennstoffe und anderer Energiequellen, die mehr als 12.000 Megawatt (MW) Strom erzeugen.
- Chester Generating Station – Öl (Pennsylvania), das sich von der historischen Chester Waterside Station unterscheidet
- Colorado Bend II Energy Center – Erdgas (Texas)
- Croydon Generating Station – Öl (Pennsylvania)
- Kraftwerk Delaware – Erdöl (Pennsylvania)
- Eddystone Generating Station – Erdgas und Erdöl (Pennsylvania)
- Everett LNG Facility[8] – Erdgasimporte (Massachusetts), auch bekannt als Distrigas, gekauft 2019[9]
- Falls Generating Station – Öl (Pennsylvania)
- Kraftwerk Framingham – Erdöl (Massachusetts)
- Grande Prairie Generating Station – Erdgas (Alberta)
- Handley Generating Station – Erdgas (Texas)
- Handsome Lake Generating Station – Erdgas (Pennsylvania)
- Hillabee Generating Station – Erdgas (Alabama)
- Kraftwerk Moser – Erdöl (Pennsylvania)
- Kraftwerk Mystic – Erdgas (Massachusetts)
- Perryman Generating Station – Erdöl und Erdgas (Maryland)
- Stromerzeugungsanlage Philadelphia Road – Erdöl (Maryland)
- Kraftwerk Richmond – Erdöl (Pennsylvania)
- Kraftwerk Schuylkill – Erdöl (Pennsylvania)
- Southwark Stromerzeugungsanlage – Öl (Pennsylvania)
- Kraftwerk West Medway I – Erdöl (Massachusetts)
- West Medway Generating Station II – Erdgas oder Öl (Massachusetts)
- Wolf Hollow II Kraftwerk – Erdgas (Texas)
- Wyman Generating Station – Öl (Maine) (Minderheitseigentümer)

### Wasserkraft
Die beiden Wasserkraftwerke von Constellation erzeugen eine Leistung von 1.600 MW.
- Conowingo-Damm (Maryland)
- Muddy Run Pumpspeicherwerk (Pennsylvania)

### Sonnenenergie
- Antelope Valley Solar Ranch One (Kalifornien)

### Wind
Constellation hat 27 Windkraftprojekte in zehn Staaten mit einer Gesamtleistung von fast 1.400 Megawatt (MW).

### Erzeugungsdienstleistungen
Constellation ist Eigentümer von Constellation Generation Solutions (CGS). CGS fungiert als branchenführende Organisation für Wartung und technische Dienstleistungen, die Präzision und Qualität in den Vordergrund stellt und darauf ausgerichtet ist, die Arbeitsausführung der Kernkraftwerksflotte zu rationalisieren.
Constellation PowerLabs ist eine hundertprozentige Tochtergesellschaft von Constellation. Seit 1911 hat sich PowerLabs von einem Dienstleistungsunternehmen für die Energiewirtschaft zu Exelons wichtigstem Kalibrierungs- und Prüflabor entwickelt. Es verfügt über vier einzelne Labore, die strategisch vom oberen Mittleren Westen bis zum Nordosten angesiedelt sind, so dass erfahrene Mitarbeiter in den Bereichen Technik, Messtechnik und Kernenergieerzeugung die dringenden Anforderungen der Kernkraftwerke, Stromnetze und kritischen Versorgungsketten unseres Landes unterstützen können.